# Nodaria dentilineata
Nodaria dentilineata là một loài bướm đêm trong họ Noctuidae.